# Kort gräsblomfluga
Kort gräsblomfluga (Melanostoma mellinum) är en fluga i familjen blomflugor. Den är 5 till 7 millimeter lång. Dess utbredningsområde är grovt sett hela det norra halvklotets tempererade zon. I Norden är den mycket vanlig överallt, utom där det är som allra kallast. I Nordamerika finns den i Alaska, Kanada och norra USA.  